# Токійський медично-стоматологічний університет
Токійський медично-стоматологічний університет (яп. 東京医科歯科大学, とうきょういかしかだいがく; англ. Tokyo Medical and Dental University) — державний університет у Японії. Розташований за адресою: префектура Токіо, район Бункьо, Юсіма 1-5-45. Відкритий у 1946 році. Скорочена назва — Іка́сіка-дай (яп. 医科歯科大, いかしかだい).
1 жовтня 2024 року він об'єднався з Токійський технічний університет, щоб утворити Токійський науковий університет.

## Факультети
- Медичний факультет (яп. 医学部)
- Стоматологічний факультет (яп. 歯学部)
- Загальноосвітній відділ (яп. 教養部)

## Аспірантура
- Аспірантура інтегрованих студій з медицини й стоматології (яп. 保健衛生学研究科)
- Аспірантура студій з охорони здоров'я та гігієни (яп. 保健衛生学研究科)
- Аспірантура біоінформаційної освіти (яп. 生命情報科学教育部)
- Аспірантура біомедичних наук (яп. 疾患生命科学研究部)